# Gammel Rye
Gammel Rye är en ort på Jylland i Danmark.   Den ligger i Skanderborgs kommun och Region Mittjylland,  180 km väster om Köpenhamn. Antalet invånare är 1 493. Närmaste större samhälle är Silkeborg, 14 km nordväst om Gammel Rye. 